# كأس التحدي الأوروبي 2010–11
كأس التحدي الأوروبي 2010–2011 (بالإسبانية: European Challenge Cup 2010-11)‏ هو الموسم 15 من  كأس التحدي الأوروبي. أقيم خلال الفترة 7 أكتوبر 2010 وحتى 21 مايو 2011، وفاز فيه نادي هارلكوين.